# الترشيح المغربي لكأس العالم 2026
الترشيح المغربي لكأس العالم 2026 هو ملف الترشيح المغربي لتنظيم كأس العالم 2026. يتنافس الملف مع ملف الترشيح الكندي–المكسيكي–الأمريكي، وهو ملف مشترك بين كندا، المكسيك والولايات المتحدة لنيل شرف تنظيم كأس العالم لكرة القدم 2026. في 11 أغسطس 2017، أعلنت الجامعة الملكية المغربية لكرة القدم أنها ستقدم ملف ترشيح لتنظيم كأس العالم 2026. خسر الملف سباق الترشيح لكأس العالم أمام الملف الكندي–المكسيكي–الأمريكي.

## خلفية
ملف ترشيح 2026 هو الملف الخامس للمغرب لتنظيم كأس العالم لكرة القدم بعد محاولات غير ناجحة في 1994، 1998، 2006 و2010 وخسرها لصالح الولايات المتحدة، فرنسا، ألمانيا وجنوب أفريقيا.

## معالجة الملف
تم تأجيل اختيار البلد المنظم لكأس العالم لكرة القدم 2026 بسبب قضية فساد الفيفا 2015 واستقالة سيب بلاتر، ثم بعد إعادة انعقاد اجتماع مجلس الاتحاد الدولي لكرة القدم في 10 مايو 2016، تم تحديد مدة معالجة الملفات التي ستتألف من أربع مراحل:
- مايو 2016 – مايو 2017: إستراتيجية جديدة ومرحلة التشاور
- يونيو 2017 – ديسمبر 2017: إعداد مكونات الملف من أجل التحضير لتقديمه
- مارس 2018 – يونيو 2018: تقييم الملف
- يونيو 2018: القرار النهائي

في ظل عدم وجود ملف منافس منذ أبريل 2017، قدمت 3 اتحادات تنتمي لاتحاد الكونكاكاف، وهي كندا والمكسيك والولايات المتحدة ملفا مشتركا وطلبت من الاتحاد الدولي لكرة القدم تعجيل عملية معالجة الملف. طلبت الاتحادات الثلاث من الفيفا منحهم حق استضافة كأس العالم خارج العملية التقليدية لاختيار المنظم التي ستتم في يونيو 2018 في اجتماع الاتحاد الدولي لكرة القدم في موسكو إذا كان ملف الكونكاكاف لكأس العالم يحقق متطلبات الاتحاد الدولي لكرة القدم.
ومع ذلك، قررت اللجنة التنفيذية للفيفا في 8 مايو 2017 أن الاتحاد الدولي لكرة القدم سيقوم بتنفيذ جميع الإجراءات الخاصة بملفات الترشيح المتفق عليها سابقا. من أجل ضمان حق مداورة الاستضافة بين القارات، تم إعطاء الحق فقط لأعضاء اتحاد الكاف، الكونكاكاف، الكونميبول واتحاد أوقيانوسيا، بتقديم ملف ترشيح لتنظيم البطولة لأن هذه القارات لم يستضفن كأسي العالم السابقتين. تم اختيار تاريخ 11 أغسطس 2017 كموعد لتقديم الملفات،

## لجنة الملف

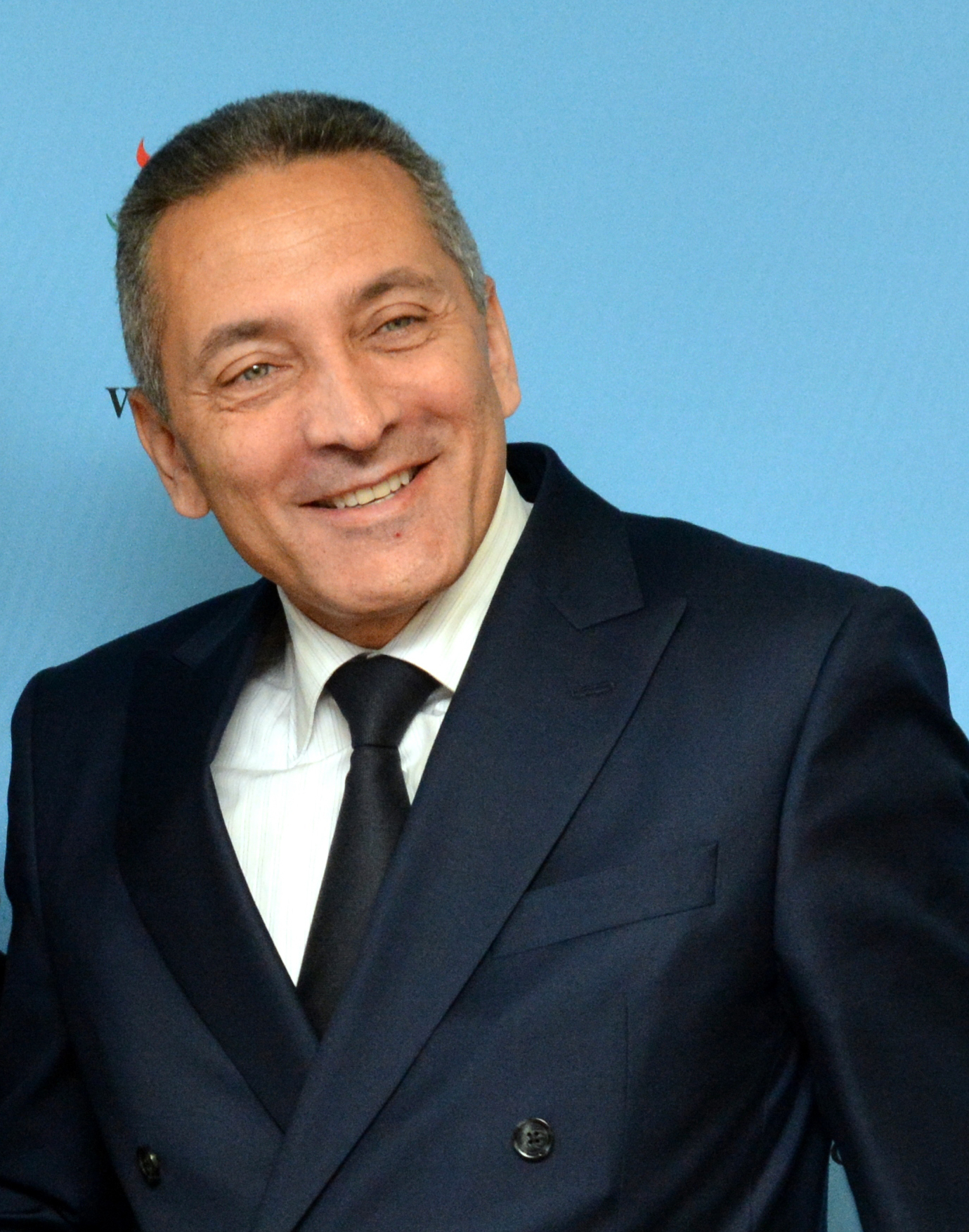
مولاي حفيظ العلمي

في 10 يناير 2018، عين الملك محمد السادس مولاي حفيظ العلمي رئيسا للجنة الملف.
بعد يومين، تم اختيار وكالة فيرو للاتصالات الذي يقع مقرها في لندن كمسؤول عن الاتصالات والشؤون الاستراتيجية للملف المغربي:
- البنية التحتية الخاصة بالنقل: شبكة سكك حديدية جديدة، طرق جديدة فضلا عن محطات أو مطارات جديدة.
- نظام الرعاية الصحية: حوالي 21 مستشفى جديد.
- السياحة: عدد كبير من الفنادق الجديدة والمرافق الترفيهية.
- البنية التحتية الرياضية: بناء أو تجديد حوالي 130 ملعب كرة قدم.

## تجارب استضافة بطولات لكرة القدم
نظم المغرب سابقًا عددًا من بطولات كرة القدم الدولية:
- كأس الأمم الأفريقية لكرة القدم 1988
- بطولة أفريقيا لكرة القدم للشباب 1997
- بطولة أفريقيا تحت 23 سنة لكرة القدم 2011
- بطولة أفريقيا تحت 17 سنة لكرة القدم 2013
- كأس العالم للأندية 2013
- كأس العالم للأندية 2014
- بطولة أمم إفريقيا للمحليين 2018
- كأس العالم للأندية 2022

## الملاعب
يجب أن تكون الملاعب قادرة على استيعاب قرية ضيافة مساحتها 20000 قدم مربع (1,900 متر مربع) لا تبعد أكثر من 150 متر من الملعب. كما يجب أن تتّسع الملاعب لــ40,000 على الأقل في مباريات دور المجموعات والدور الثاني، و 60,000 للنصف النهائي، و 80,000 للنهائي.
في 22 أغسطس 2017، أنشأ المغرب قائمة من الملاعب لعرضها:
| الدار البيضاء                          | الدار البيضاء | مراكش | مراكش                                      |
| -------------------------------------- | --- | --- | ------------------------------------------ |
| ملعب الدار البيضاء الكبير (تصميم)      | ملعب جديد (تصميم) | ملعب مراكش | نموذج ملعب (تصميم)                         |
| السّعة: 93,000                          | السّعة: 46,000 | السّعة: 45,250 السعة المخصصة لكأس العالم: 69,565                                                                              | السّعة: 46,000                              |
| الافتتاح والمباريات النهائية           | دور ال 16 | نصف النهائي والمركز الثالث                                                                                                   | دور ال 16                                  |
|                                        | | |                                            |
| الرباط                                 | أغادير | طنجة | فاس                                        |
| المجمع الرياضي الأمير مولاي عبد الله   | ملعب أدرار | ملعب طنجة | المركب الرياضي لفاس                        |
| السّعة: 46,500                          | السّعة: 46,048 | السّعة: 44,500 سيتوسع إلى 65,000                                                                                              | السّعة الحالية 45,000 السّعة الجديدة: 46,092 |
| الربع النهائي                          | الربع النهائي | الربع النهائي | الربع النهائي                              |
|                                        | | |                                            |
| وجدة                                   | الدار البيضاء الرباط أغادير مراكش فاس طنجة تطوان وجدة مكناس الجديدة الناظور ورزازاتالترشيح المغربي لكأس العالم 2026 (المغرب) | الدار البيضاء الرباط أغادير مراكش فاس طنجة تطوان وجدة مكناس الجديدة الناظور ورزازاتالترشيح المغربي لكأس العالم 2026 (المغرب) | تطوان                                      |
| ملعب وجدة (في طور البناء)              | الدار البيضاء الرباط أغادير مراكش فاس طنجة تطوان وجدة مكناس الجديدة الناظور ورزازاتالترشيح المغربي لكأس العالم 2026 (المغرب) | الدار البيضاء الرباط أغادير مراكش فاس طنجة تطوان وجدة مكناس الجديدة الناظور ورزازاتالترشيح المغربي لكأس العالم 2026 (المغرب) | ملعب تطوان (في طور البناء)                 |
| السّعة: 45,600                          | الدار البيضاء الرباط أغادير مراكش فاس طنجة تطوان وجدة مكناس الجديدة الناظور ورزازاتالترشيح المغربي لكأس العالم 2026 (المغرب) | الدار البيضاء الرباط أغادير مراكش فاس طنجة تطوان وجدة مكناس الجديدة الناظور ورزازاتالترشيح المغربي لكأس العالم 2026 (المغرب) | السّعة: 45,600                              |
| دور ال 16                              | الدار البيضاء الرباط أغادير مراكش فاس طنجة تطوان وجدة مكناس الجديدة الناظور ورزازاتالترشيح المغربي لكأس العالم 2026 (المغرب) | الدار البيضاء الرباط أغادير مراكش فاس طنجة تطوان وجدة مكناس الجديدة الناظور ورزازاتالترشيح المغربي لكأس العالم 2026 (المغرب) | دور ال 16                                  |
|                                        | الدار البيضاء الرباط أغادير مراكش فاس طنجة تطوان وجدة مكناس الجديدة الناظور ورزازاتالترشيح المغربي لكأس العالم 2026 (المغرب) | الدار البيضاء الرباط أغادير مراكش فاس طنجة تطوان وجدة مكناس الجديدة الناظور ورزازاتالترشيح المغربي لكأس العالم 2026 (المغرب) |                                            |
| مكناس                                  | الناظور | الجديدة | ورزازات                                    |
| ملعب مكناس الكبير (نموذج ملعب) (تصميم) | نموذج ملعب (تصميم) | نموذج ملعب (تصميم) | نموذج ملعب (تصميم)                         |
| السّعة: 46,000                          | السّعة: 46,000 | السّعة: 46,000 | السّعة: 46,000                              |
| دور ال 16                              | دور ال 16 | دور ال 16 | دور ال 16                                  |
|                                        | | |                                            |

## الملاعب غير المختارة
| الملعب                                   | السعة           | المدينة       |
| ---------------------------------------- | --------------- | ------------- |
| المركب الرياضي محمد الخامس               | 45,691          | الدار البيضاء |
| الملعب البلدي بالقنيطرة (في طور التجديد) | 30,000 - 40,000 | القنيطرة      |
| الملعب الشرفي بوجدة (في طور التجديد)     | 35,000          | وجدة          |
| ملعب الحسيمة الكبير (في طور البناء)      | 30,000          | الحسيمة       |
| ملعب الشيخ محمد لغظف (في طور التجديد)    | 30,000          | العيون        |

## الدعم

### اتحادات قارية
- الاتحاد الأفريقي لكرة القدم[12]

### أعضاء في الفيفا
| - الجزائر - أنغولا - بلجيكا - بوتسوانا - الكاميرون - جمهورية الكونغو الديمقراطية |